# Noctuelia similalis
Noctuelia similalis là một loài bướm đêm trong họ Crambidae.